# اس‌ام‌اس مکلنبورگ
اس‌ام‌اس مکلنبرگ (به انگلیسی: SMS Mecklenburg) یک کشتی بود که طول آن ۱۲۶٫۸ متر (۴۱۶ فوت ۰ اینچ) بود. این کشتی در سال ۱۹۰۱ ساخته شد.